# Ohne Leit kein Freud
Ohne Leit kein Freud ist eine Sammlung von Kurzgeschichten von Woody Allen. Enthalten sind neben den Kurzgeschichten die Theaterstücke Gott und Tod. Dieses Buch ist 1975 in Amerika und 1979 in Deutschland erschienen. Im Originaltitel heißt dieses Buch Without Feathers (deutsch Ohne Federn). Dies liegt am Zitat von Emily Dickinson, welches am Anfang zu finden ist: “Hope is the thing with feathers.” (Woody Allen: Without Feathers, deutsch: „Hoffnung ist das Ding mit Federn.“)

## Buchausgaben
- Without Feathers. Random, New York 1975
- Ohne Leit kein Freud. Aus dem Amerikanischen von Benjamin Schwarz. Rogner und Bernhard, München 1979, ISBN 3-8077-0127-3.
  - Taschenbuchausgabe: Rowohlt, Reinbek 1981, ISBN 3-499-14746-7.